# Культура Лупембе
Лупембе  —  археологічна   культура  пізньої  кам'яної  доби  в  екваторіальній  зоні  Африки.

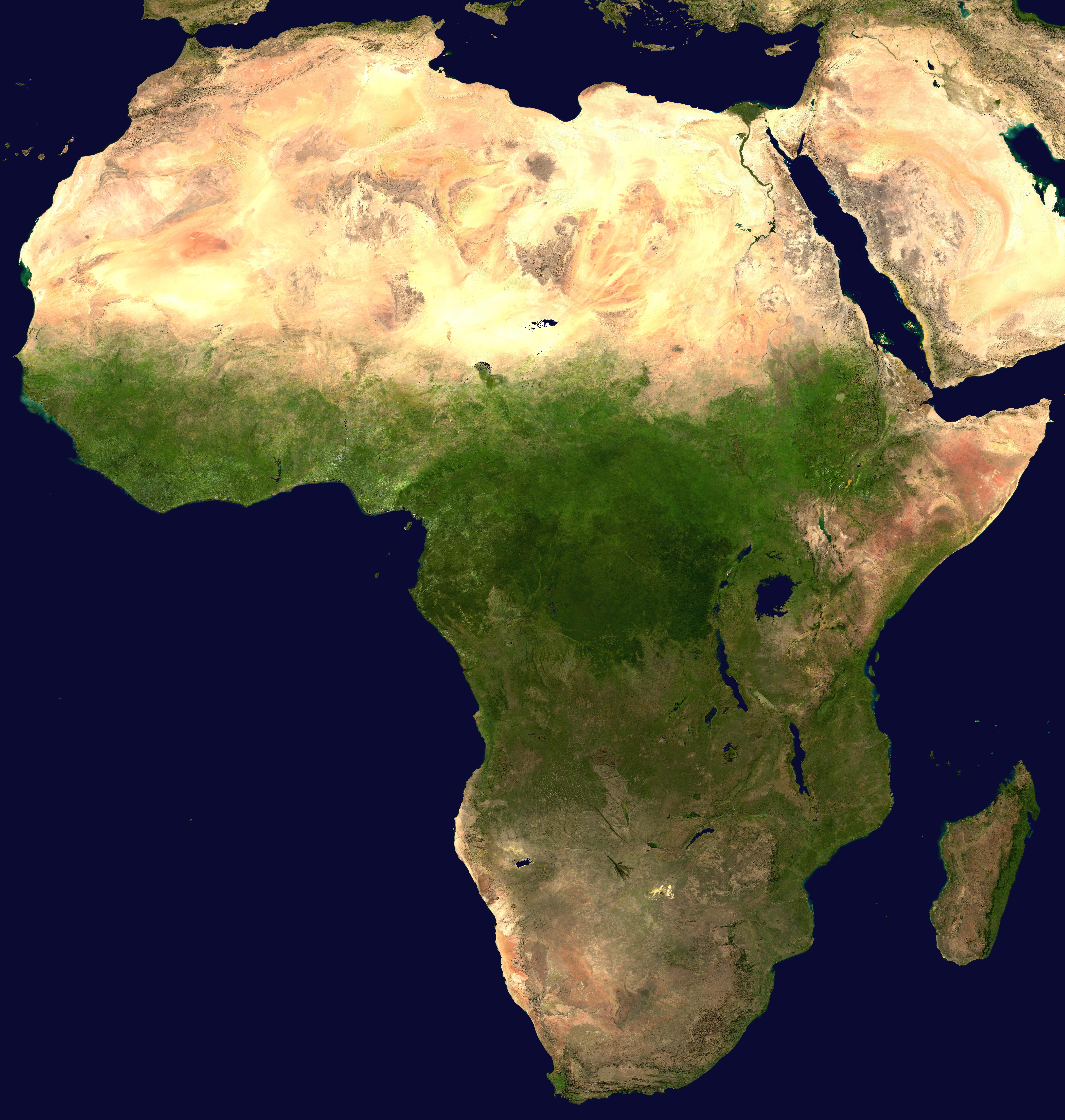

Лупембе,  Лупемба,  Лупемб  -  різні  назви  археологічної  культури   пізнього палеоліту  в  Центральній  та  частково  Західній, Східній  і Південній  Африці 
(Ангола,  Демократична Республіка Конго, Республіка Конго  та інші)  .    Давність  -  бл. 36 - 14  тис.  років  тому.  Назва  за  стоянкою  Лупемба  в  Анголі.  Більша  частина  матер'ялів  -  зібрання  з  поверхні  стоянок.   Поширені  як  архаїчні  знаряддя  з  каменю  (рубила,  чоппери,  колуни),   так  і  знаряддя  з  розвинутими  формами  (крупні  листоподібні вістря,  долотоподібні  знаряддя).   Багато  пестів  - терочників  і  плит  для  розтирання  продуктів  збирання.  На  грунті   культури  Лупембе  розвинулась  читольська культура.